# 藤倉皓一郎
藤倉 皓一郎（ふじくら こういちろう、1934年5月18日 - 2024年5月）は、日本の法学者（英米法・民法）。東京大学名誉教授。アマースト大学名誉法学博士。純粋の私立大学出身者としては初めての東京大学法学部教授。

## 来歴
大阪府出身。東京大学教授、早稲田大学教授、同志社大学法学研究科教授、帝塚山大学法政策学部教授などを歴任。1980年の伊藤正己教授の最高裁判事就任により、その後任に招かれ、純粋の私立大学出身者（学部は私学出身で大学院のみ東大出身の前例としては経済法の松下満雄教授がいる）としては初めての東京大学法学部教授となった。
なおアメリカ留学時代に環境法を学び、それが後に東京大学教授に招かれる一因となったと言われる。　

## 経歴

### 学歴
- 1953年3月 - 徳島県立富岡東高等学校卒業
- 1957年3月 - 同志社大学法学部卒業
- 1959年3月 - 同志社大学大学院法学研究科私法学専攻修士課程退学
- 1959年6月 - ディアフィールド・アカデミー卒業
- 1961年6月 - アマースト大学卒業
- 1962年6月 - ノースウェスタン大学ロー・スクール修了（LL.M.）
- 1963年6月 - ハーヴァード大学ロー・スクール修了（LL.M.）
- 1991年6月 - 名誉法学博士（アマースト大学）

### 職歴
- 1963年10月 - 同志社大学法学部助手
- 1964年10月 - 同志社大学法学部専任講師（民法・英米法）
- 1967年04月 - 同志社大学法学部助教授（民法・英米法）
- 1972年10月 - 同志社大学法学部教授（民法・英米法）
- 1976年01月 - 弁護士登録（1981年3月登録取消）
- 1978年04月 - 同志社大学法学部長・法学研究科長（1980年3月まで）
- 1981年04月 - 東京大学法学部教授（英米法講座担当）
- 1991年04月 - 東京大学大学院法学政治学研究科教授（改組による）
- 1995年03月 - 東京大学定年退官
- 1995年04月 - 早稲田大学法学部教授
- 1995年05月 - 東京大学名誉教授
- 1999年04月 - 帝塚山大学法政策学部教授
- 2003年04月 - 同志社大学法学部特別客員教授
- 2004年04月 - 同志社大学大学院司法研究科特別客員教授
- 2010年04月 - 同志社大学退職

### その他の職歴
- 1976年04月 - ハーバード・ロー・スクール客員教授（1978年3月まで）
- 1978年04月 - 同志社大学評議員（1980年3月まで）
- 1983年03月 - カリフォルニア大学バークレー校ロー・スクール客員教授（1983年6月まで）
- 1985年08月 - デューク大学ロー・スクール客員教授（1985年10月まで）
- 1988年09月 - ミシガン大学ロー・スクール客員教授（1988年10月まで）
- 1990年08月 - デューク大学ロー・スクール客員教授（1990年10月まで）
- 1992年08月 - デューク大学ロー・スクール客員教授（1992年10月まで）
- 1994年08月 - デューク大学ロー・スクール客員教授（1994年10月まで）
- 1994年10月 - ニューヨーク大学ロー・スクール客員教授（1994年12月まで）
- 1995年03月 - ニューヨーク大学ロー・スクール客員教授（1995年4月まで）
- 1995年08月 - デューク大学ロー・スクール客員教授（1995年9月まで）
- 1996年06月 - 学校法人同志社評議員（1999年5月まで）
- 2001年02月 - デューク大学ロー・スクール客員教授（2001年4月まで）
- 2002年06月 - 学校法人同志社評議員（現任）
- 2010年09月 - デューク大学ロー・スクール客員教授（2010年11月まで）

## 刊行
- E・N・グリズウォルド『現代のアメリカ法』法律文化社、1967年
- ロン・フラー『法と人間生活―現代法理論の常識』ブリタニカ、1968年
- ジョン・マクフィー『ボイドン校長物語　アメリカン・プレップスクールの名物校長伝』ナカニシヤ出版、2014年[1]